# Arterija jezika
Arterija jezika (lat. arteria lingualis) ili jezična arterija je grana vanjske arterije glave (lat. arteria carotis externa).
Arterija jezika odvaja se s prednje strane vanjske arterije glave, ulazi u lingvalni trokut, gdje se nalazi među mišićima vrata, i u području prednjeg ruba podjezičnog mišića (lat. musculus hyoglossus) podijeli se na završne grane: lat. arteria sublingualis i lat. arteria profunda linguae.
Arterija jezika prie nego se podijeli na završne grane, daje pobočne grane:
- lat. ramus suprahyoideus
- lat. rami dorsales linguae